# Брух (Ајфел)
Брух (њем. Bruch) општина је у њемачкој савезној држави Рајна-Палатинат. Једно је од 107 општинских средишта округа Бернкастел-Витлих. Према процјени из 2010. у општини је живјело 465 становника. Посједује регионалну шифру (AGS) 7231013.

## Географски и демографски подаци
Брух се налази у савезној држави Рајна-Палатинат у округу Бернкастел-Витлих. Општина се налази на надморској висини од 190 метара. Површина општине износи 8,6 km². У самом мјесту је, према процјени из 2010. године, живјело 465 становника. Просјечна густина становништва износи 54 становника/km².

## Међународна сарадња
| Мјесто   | Држава     | Врста сарадње | Од    |
| -------- | ---------- | ------------- | ----- |
| Бинсфелд | Луксембург | пријатељство  | 2000. |
| Извор    |            |               |       |